# NHL Hitz 2002
NHL Hitz, även känd som NHL Hitz 20-02 är ett ishockeyspel utvecklad av Black Box och utgiven av Midway Games som släpptes 2001 till Nintendo Gamecube, Playstation 2 och Xbox. På spelets omslag medverkar Scott Stevens från New Jersey Devils.

## Spelupplägg
Till skillnad från traditionella ishockeyregler använder NHL Hitz 2002 ingen icing, offside och utvisningsregler, man spelar med tre utespelare och en målvakt i varje lag. Om en spelare gör tre mål "fattar spelaren eld" som gör att man blir starkare att tackla och skjuta hårdare skott.
Spelaren kan tjäna in poäng som låser upp matchtröjor, arenor, huvuden på spelare och lag.

## Mottagande
| Mottagande                         | Mottagande                            |
| Samlingsbetyg                      | Samlingsbetyg                         |
| Tjänst                             | Betyg                                 |
| ---------------------------------- | ------------------------------------- |
| Metacritic                         | 79/100 (NGC) 78/100 (PS2)79/100 (XB)  |
| Recensionsbetyg                    |                                       |
| Publikation                        | Betyg                                 |
| Allgame                            | (Xbox)                                |
| Electronic Gaming Monthly          | 8/10 (Xbox)                           |
| Game Informer                      | 8.5/10 (NGC) 8.5/10 (PS2) 8.5/10 (XB) |
| Gamepro                            | (NGC) (Xbox)                          |
| Game Revolution                    | B (PS2)                               |
| Gamespot                           | 7.2/10 (NGC) 6.7/10 (PS2) 7/10 (XB)   |
| Gamespy                            | 68% (NGC) 78% (PS2) 9.1/10 (XB)       |
| IGN                                | 7.4/10 (NGC) 7.6/10 (PS2)8/10 (XB)    |
| Nintendo Power                     | (NGC)                                 |
| Official PlayStation Magazine (US) | (PS2) 8.4/10 (XB)                     |

NHL Hitz mottogs av positiva recensioner till alla format enligt webbplatsen Metacritic.